# Zona bioapicolă a Munților Carpați
În zona bioapicolă a Munților Carpați, clima se caracterizează prin temperaturi mult mai scăzute în comparație cu celelalte zone bioapicole, temperatura medie anuală fiind de 4-8°C (primăvara 3-8°C, vara 12-18°C, toamna 5-9°C, iarna 4°C). 
Precipitațiile anuale, în schimb, cresc la 700-1100 mm, flora meliferă o constituie speciile de zmeură si zburătoare, fânețele de altitudine și masivele de rășinoase pentru mierea de mană. 
În functie de flora meliferă existentă, tipul de cules din această zonă este dat de speciile de zmeur si zburătoare, de mană, celelalte specii asigurând culesuri de întreținere furnizate de flora erbacee spontană.